# 도미자와 기요시
도미자와 기요시(일본어: 富沢 清司, 1943년 12월 3일 ~ )는 일본의 전 축구 선수이다.

## 국가대표팀 경력
그는 1964년 하계 올림픽에 참가할 일본 국가대표팀에 발탁되었다. 그는 1965년 3월14일 홍콩과의 경기에서 일본 국가대표팀에 데뷔했다. 1968년 하계 올림픽에도 출전, 동메달 획득에 기여했다. 그는 1971년까지 국제 A매치 통산 9경기에 출전, 2득점을 넣었다.

## 통계
| 일본 | 일본 | 일본 |
| 연도 | 출전 | 득점 |
| ---- | ---- | ---- |
| 1965 | 2    | 0    |
| 1966 | 0    | 0    |
| 1967 | 1    | 0    |
| 1968 | 1    | 0    |
| 1969 | 0    | 0    |
| 1970 | 2    | 0    |
| 1971 | 3    | 2    |
| 통산 | 9    | 2    |